# Beilschmiedia pendula
Beilschmiedia pendula är en lagerväxtart som först beskrevs av Olof Swartz, och fick sitt nu gällande namn av William Botting Hemsley. Beilschmiedia pendula ingår i släktet Beilschmiedia och familjen lagerväxter. Inga underarter finns listade i Catalogue of Life.